# بوب لونغ
بوب لونغ (بالإنجليزية: Bob Long)‏ هو لاعب كرة قاعدة أمريكي، ولد في 11 نوفمبر 1954 في جاسبر في الولايات المتحدة.

## وصلات خارجية
- بوب لونغ على موقعبيزبول رفرنس.كوم (الدوري الرئيسي) (الإنجليزية)
- بوب لونغ على موقعبيزبول رفرنس.كوم (الدوري الثانوي) (الإنجليزية)